# Spoorlijn Saint-Omer - Hesdigneul
De Spoorlijn Saint-Omer - Hesdigneul is een Franse spoorlijn van Saint-Omer naar Hesdigneul-lès-Boulogne. De lijn is 52,7 km lang en heeft als lijnnummer 310 000.

## Geschiedenis
De lijn werd aangelegd door de Compagnie des chemins de fer du Nord-Est en geopend op 1 juni 1874. Reizigersverkeer werd gestaakt kortstondig gestaakt op 1 juli 1939 en weer hervat op 2 september 1939 door het uitbreken van de Tweede Wereldoorlog. In het reizigersverkeer tussen Saint-Omer en Desvres werd definitief opgeheven in 1959 en tussen Desvres en Hesdigneul in 1968. Goederenvervoer tussen Lumbres en Lottinghem werd gestaakt in 1969 en tussen Lottinghem en Desvres in 1981.
Sindsdien bestaat de lijn uit twee losse trajectdelen, van Saint-Omer tot Lumbres, dat in gebruik is voor goederenvervoer en voor toeristische treinen. Het gedeelte tussen Desvres en Hesigneul is alleen in gebruik voor goederenvervoer. 

## Aansluitingen
In de volgende plaatsen is of was er een aansluiting op de volgende spoorlijnen:
aansluiting Malhove
RFN 295 000, spoorlijn tussen Lille en Les Fontinettes
RFN 310 064, raccordement van militaire van Malhove
Arques
RFN 294 000, spoorlijn tussen Armentières en Arques
Hesdigneul
RFN 311 000, spoorlijn tussen Longueau en Boulogne-Ville

## Galerij

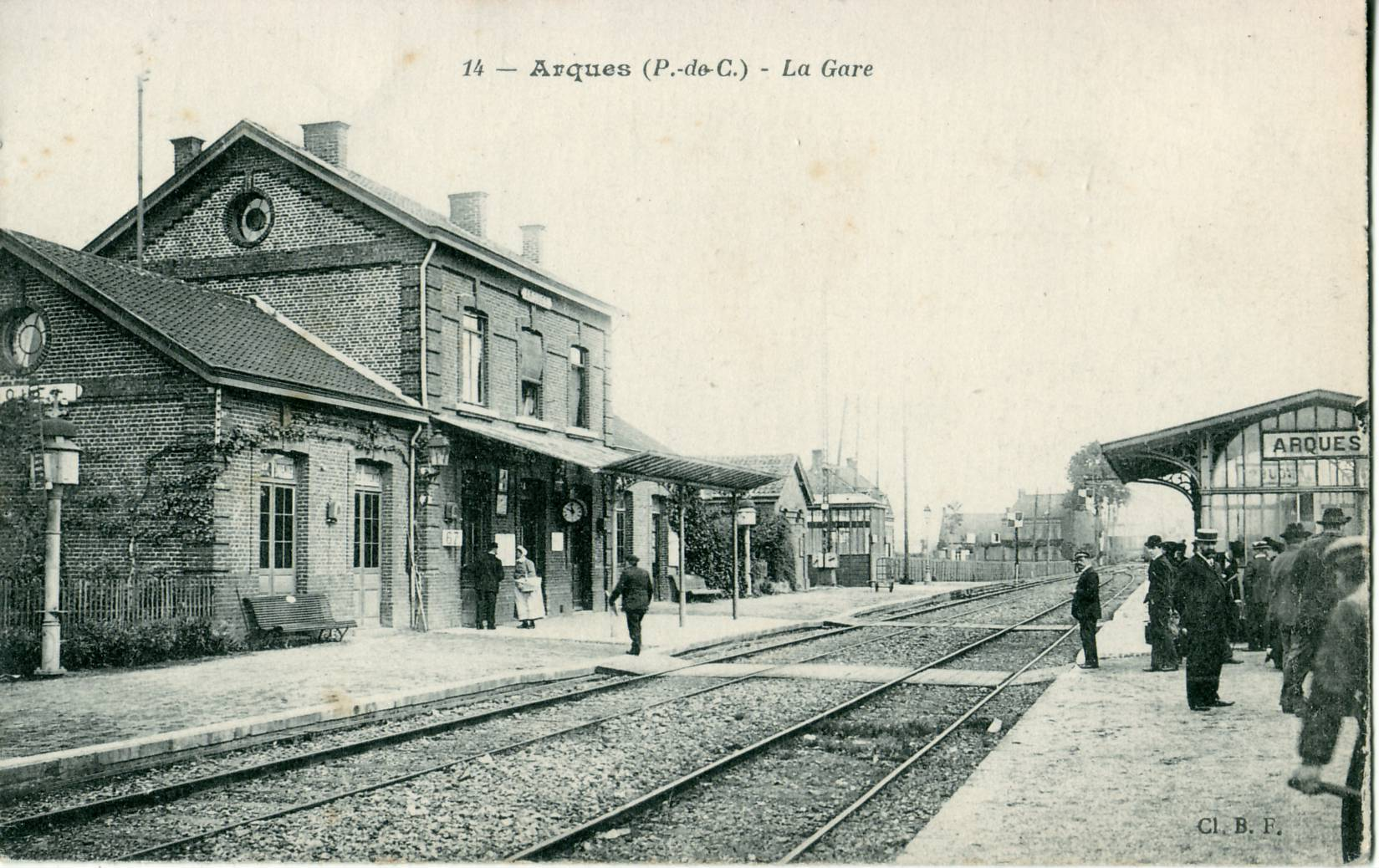
Station Arques
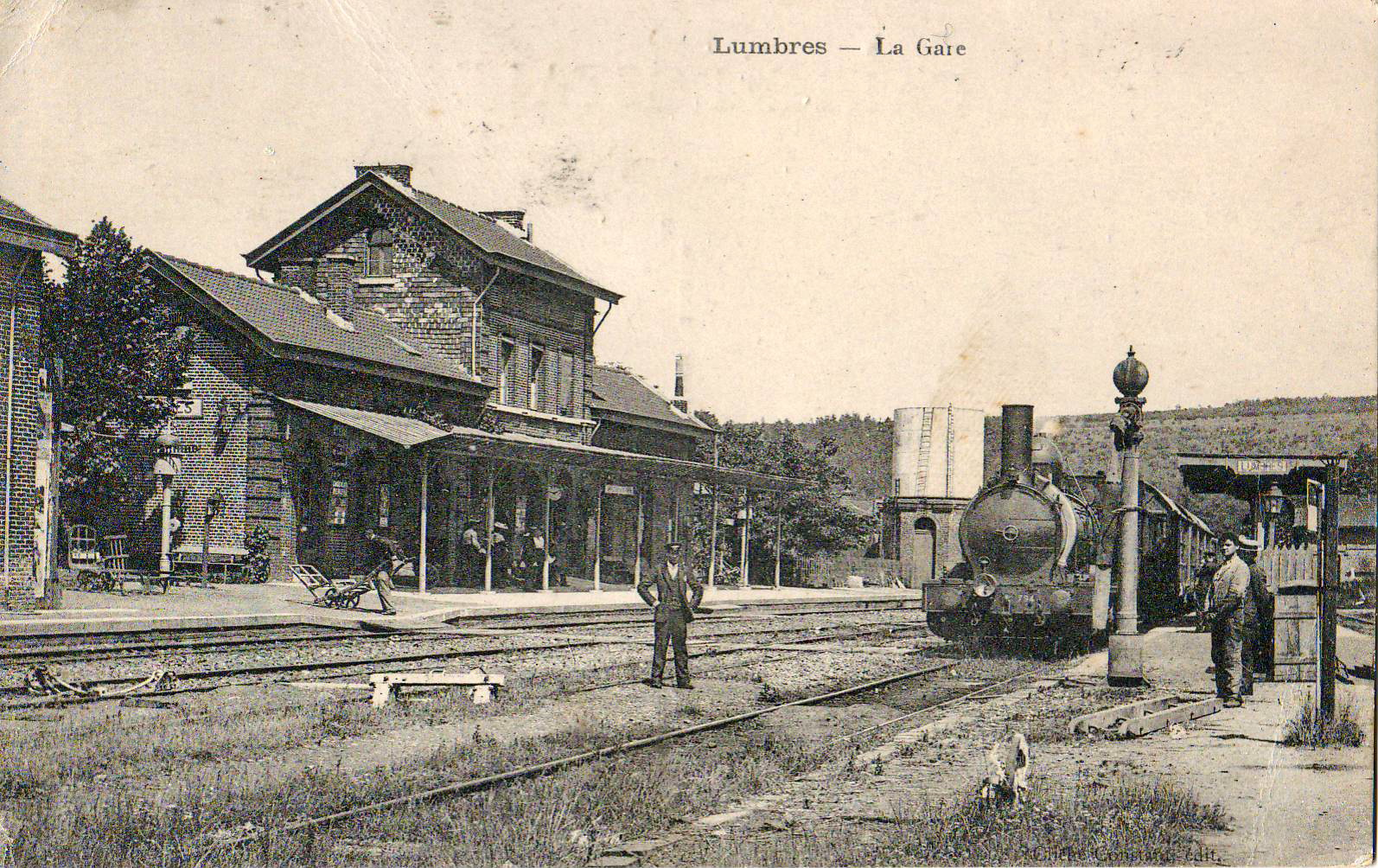
Station Lumbres, begin 20e eeuw
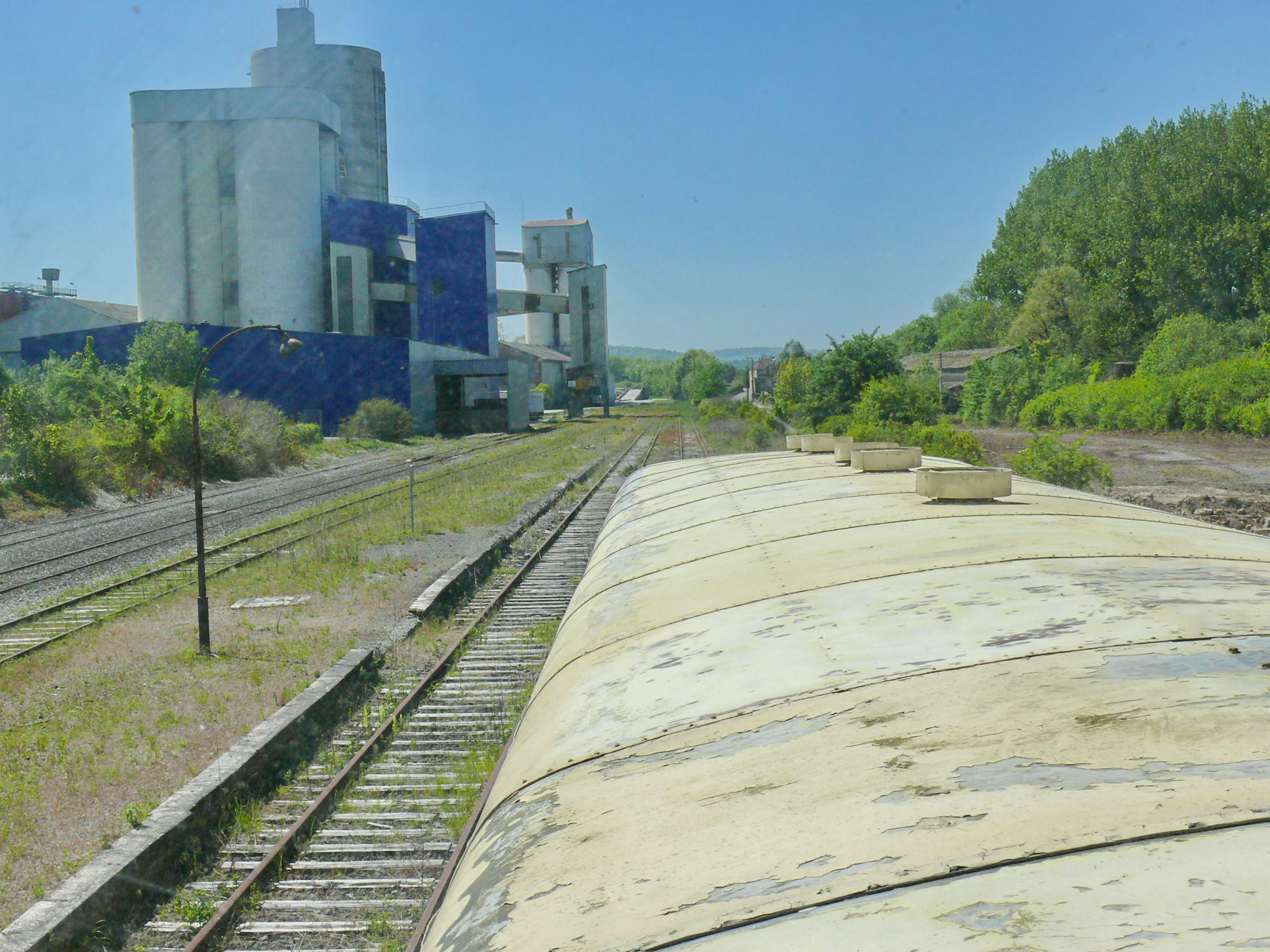
Cementfabriek bij Lumbres
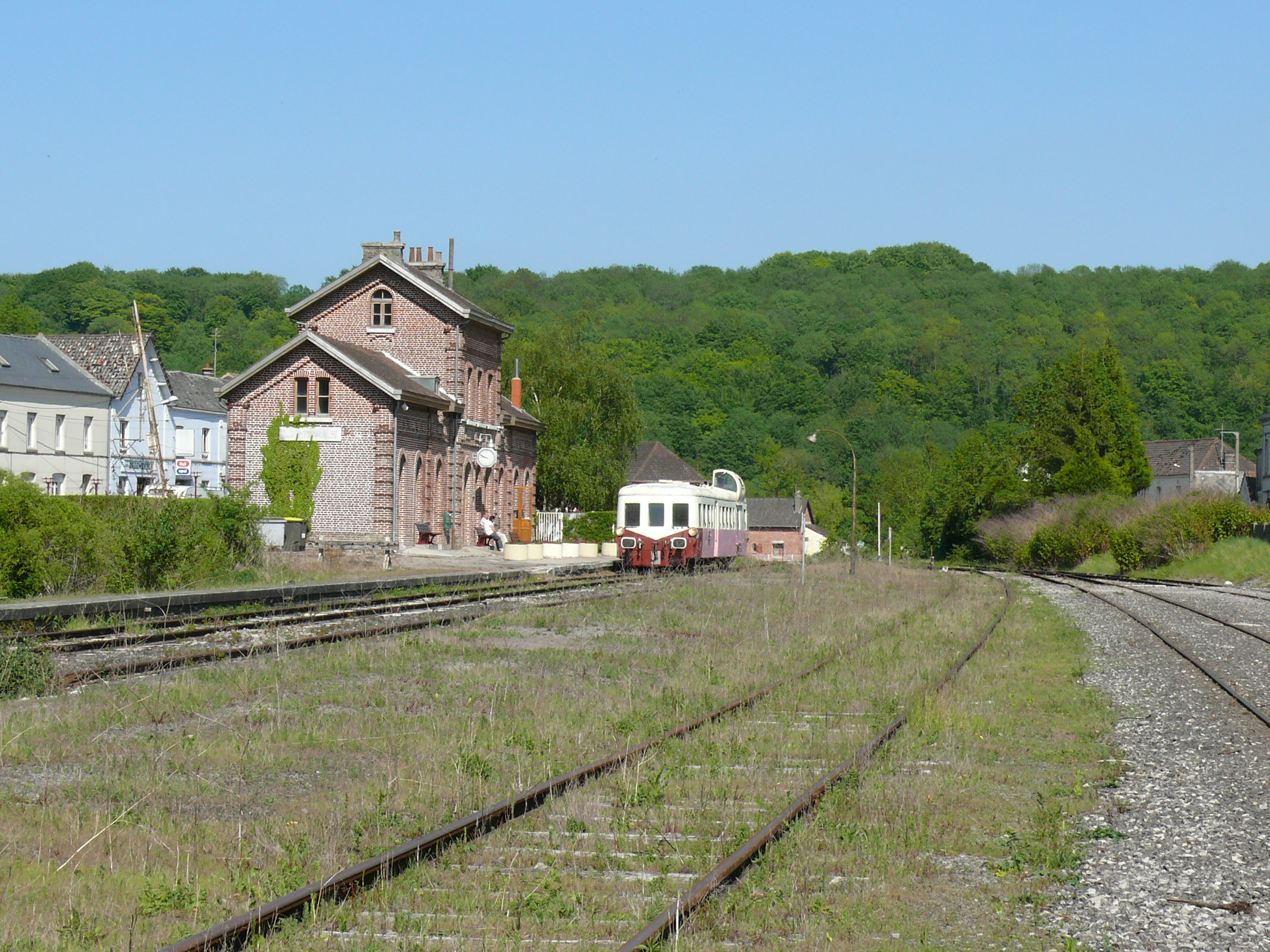
Station Lumbres met toeristische railbus